# Astragalus confertus
Astragalus confertus är en ärtväxtart som beskrevs av Aleksandr Andrejevitj Bunge. Astragalus confertus ingår i släktet vedlar, och familjen ärtväxter. Inga underarter finns listade i Catalogue of Life.